# Hopliocnema melanoleuca
Hopliocnema melanoleuca är en fjärilsart som beskrevs av Rothschild och Jordan 1903. Hopliocnema melanoleuca ingår i släktet Hopliocnema och familjen svärmare. Inga underarter finns listade i Catalogue of Life.